# Pandanus nitidus
Pandanus nitidus là một loài thực vật có hoa trong họ Dứa dại. Loài này được (Miq.) Kurz miêu tả khoa học đầu tiên năm 1867.